# Schultheiss-Bräu
Schultheiss-Bräu (Schultheiss-Bräu Bernhard Leutheusser Weissenbrunn) var ett bryggeri i Weissenbrunn i Bayern grundat 1562. Schultheiss-Bräu delade namn med den stora Schultheisskoncernen i Berlin och blev 1968 uppköpt av denna.
Det tidigare självständiga bryggeriet blev då Abteilung Weissenbrunn och det tidigare egna Schultheissmärket ersattes med märket från Berlin. År 1979 såldes verksamheten vidare och bryggeriverksamheten i Weissenbrunn upphörde helt 1992.[källa behövs]